# Kidenkan
Kidenkan är en holme i Marshallöarna.   Den ligger i kommunen Wotje, i den norra delen av Marshallöarna, 290 km nordväst om huvudstaden Majuro.